# Wahlverhalten
Wahlverhalten (auch Wählerverhalten) bezeichnet das auf Machtverteilung und Machtentzug gerichtete Verhalten von Wählern durch Bewertung und Selektion von Personen-, Programm- und Parteienalternativen. Das Wahlverhalten und seine Bestimmungsfaktoren sind wissenschaftlicher Untersuchungsgegenstand der Wahlforschung.
Die Politikwissenschaft untersucht das Wahlverhalten im Rahmen der empirischen Wahlforschung. Dieses Teilgebiet der Politikwissenschaft ist für Parteien und Medien von sehr großem Interesse und deswegen sehr gut erforscht.
Die empirische Wahlforschung untersucht, welche Einflüsse auf die Entscheidung des Wählers einwirken.
Grob unterschieden seien hier:
- rationale oder emotionale Elemente
- kurzfristige oder langfristige Einflüsse
- Erfahrungen oder Erwartungen
- individuelle Entscheidungen oder Gruppenentscheidungen

## Erklärungsansätze
Vier Erklärungsansätze bestimmen heute das Bild der Forschung, sie sind zum Teil konträr angelegt, zum Teil bauen sie aufeinander auf:
- die sozialstrukturellen Ansätze (auch soziologische oder gruppentheoretische Ansätze) beanspruchen, die Wahlentscheidung des Wählers zugunsten einer bestimmten politischen Alternative an Merkmalen der Sozialstruktur wie Lebensalter, Geschlecht, oder dem sozialen Kontext wie Berufsstatus- und -zugehörigkeit, religiöse Prägung oder Wohnortgröße festzumachen. Hierzu entwickelte insbesondere die US-amerikanische Wahlforschung mit den mikro- und makrosoziologischen Ansätzen Erklärungsmuster, die zwischen der verhaltensbestimmenden sozialen Gruppengröße unterscheiden. Außerdem bedient sich die Wahlforschung der Cleavage-Theorie von Lipset und Rokkan zur Erklärung von Parteibindungen über gesellschaftliche Konfliktlinien.
- der sozialpsychologische Ansatz, auch Ann Arbor- oder Michigan-Modell genannt, deutet Wahlverhalten durch politische Einstellungen. Dafür sind sowohl aufbauend auf dem sozialstrukturellen Ansatz eine langfristig prägende Parteiidentifikation, als auch Einstellungen zu politischen Themen und Sachfragen, sowie die persönlichen Profile der Spitzenkandidaten, die jeweils die Wahlentscheidung erst kurzfristig im Wahlkampf beeinflussen, verhaltensbestimmend.
- der Rational-Choice-Ansatz bzw. Modell des rationalen Wählers: Der Mensch entscheidet vornehmlich nutzenorientiert. Sein persönlicher, ökonomischer Vorteil ist die einzige Entscheidungsgrundlage.
- Modell der sozialen Milieus

## Entwicklungstendenzen im Wahlverhalten
Das Wahlverhalten der wahlberechtigten Bürger hat sich in den letzten Jahren stark verändert.
Politiker und Wissenschaftler beklagen eine stetig sinkende Wahlbeteiligung.
Ursachen für verändertes Wahlverhalten:
- gesellschaftlicher Wandel, Individualisierung und Wertewandel
- historischer Wandel, welcher veränderte Ansprüche an die Politik zur Folge haben könnte
- dadurch, dass die Politik nicht genügend auf die veränderten Strukturen eingeht, entsteht immer mehr mangelndes politisches Interesse, was Politikverdrossenheit ausdrückt
- durch den medialen Wandel werden politische Skandale mehr und einfacher deklariert.

Des Weiteren ist die Globalisierung (auch Veränderung der kulturellen Werte) und der ökonomische Wandel wichtig.